# Enceladus (mythologie)

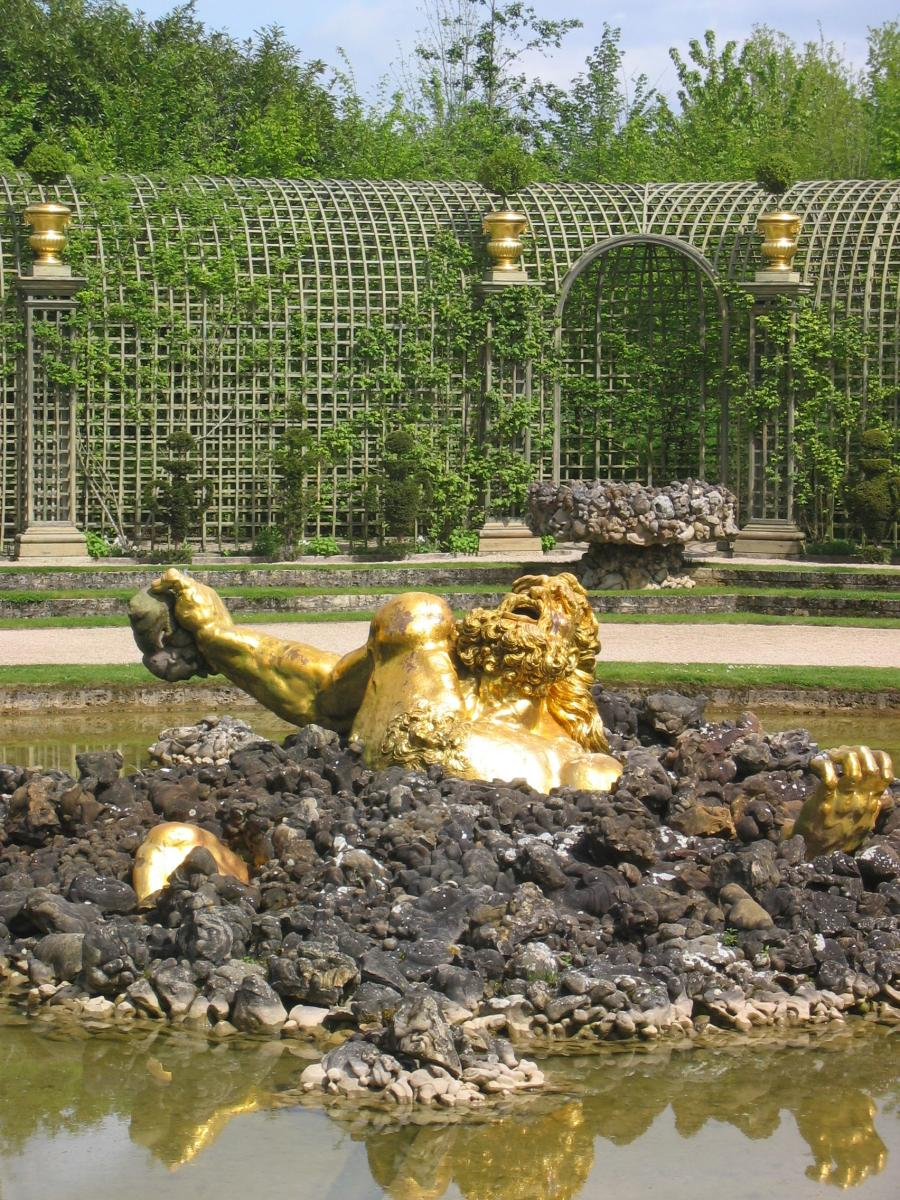
Enceladus verbeeld in Versailles.

Enceladus was in de Griekse mythologie een van de Giganten. Hij werd verslagen door een van de bliksemschichten van Zeus, en werd daarna door Pallas Athene onder de Etna begraven. Men geloofde dat de uitbarstingen van de Etna veroorzaakt werden door Enceladus.